# Maxime Pianfetti
Maxime Pianfetti (Tarbes, 15 de março de 1999) é um esgrimista francês.

## Carreira
Em 2018, depois de brilhar nas categorias de base até conquistar o título de campeão europeu júnior, Maxime ingressou no Instituto Nacional de Esporte, Especialização e Rendimento (INSEP) de Paris. Em 2022, Tarbais, atual campeão francês, surpreende ao se tornar vice-campeão mundial. Maxime Pianfetti conquistou pela primeira vez o título de campeão francês individual em maio de 2022.
Nos Jogos Olímpicos de Verão de 2024, em Paris, conquistou a medalha de bronze na disputa de sabre por equipes ao lado de Sébastien Patrice, Boladé Apithy e Jean-Philippe Patrice.